# Почаївські могили
Почаївські могили — ботанічна пам'ятка природи місцевого значення в Україні. Розташована на околиці с. Почаївка (колишня Ульяновка) Гребінківського району Полтавської області.
Площа — 1,7 га. Створено згідно з рішенням Полтавської обласної ради від 23.06.2010 року. Перебуває в користуванні Почаївської сільської ради.
Охороняється система середньовічних курганів з природною степовою рослинністю, близькою за своєю структурою до прадавніх степів. Угруповання ковили волосистої занесені до Зеленої книги України.